# Kirche Ruppersdorf

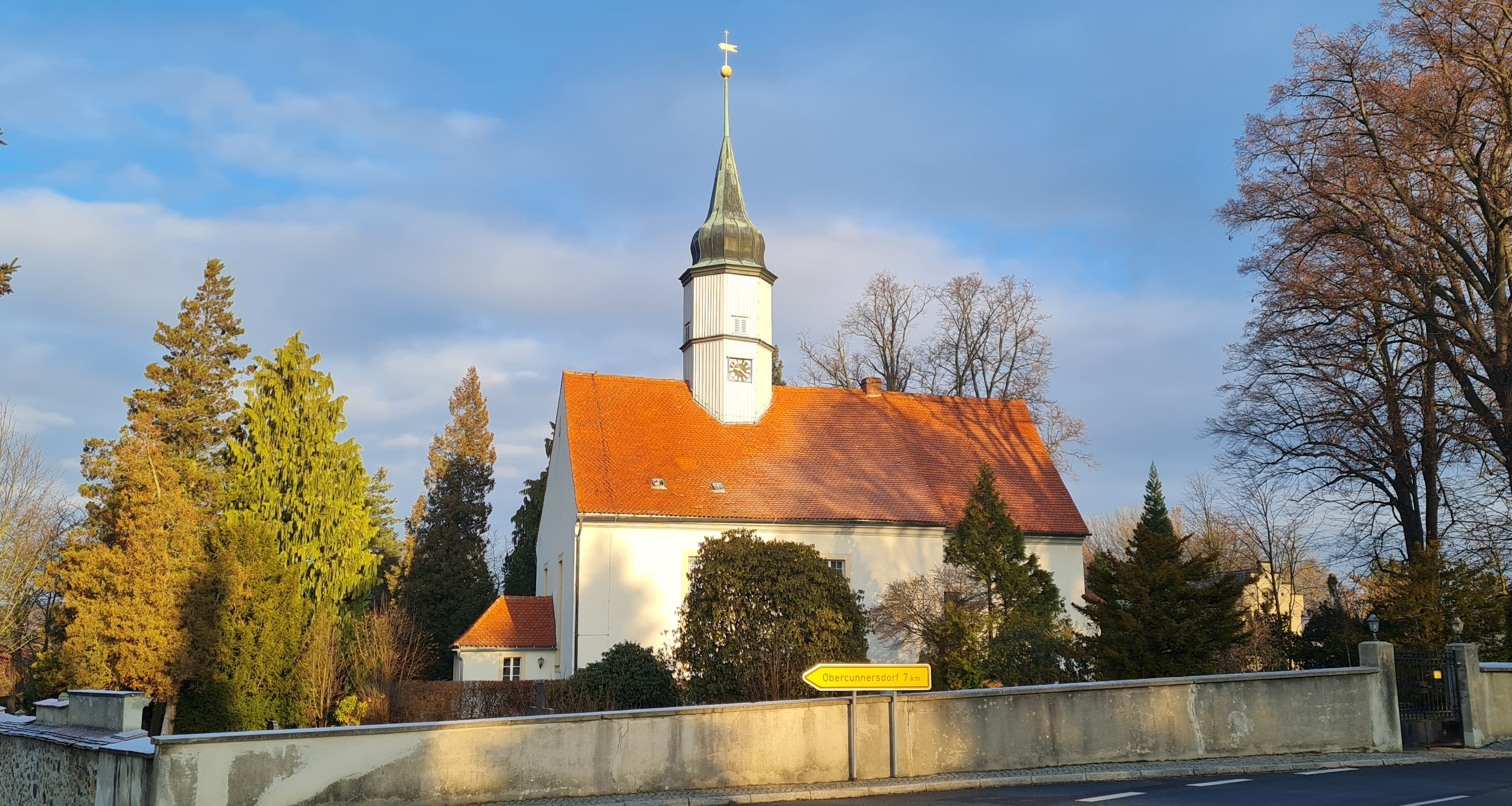
Kirche Ruppersdorf

Die evangelische Dorfkirche Ruppersdorf ist eine Saalkirche des 14. Jahrhunderts im Ortsteil Ruppersdorf/O.L. von Herrnhut im Landkreis Görlitz in Sachsen. Sie gehört zur Kirchengemeinde Großhennersdorf-Ruppersdorf im Kirchenbezirk Löbau-Zittau der Evangelisch-Lutherischen Landeskirche Sachsens.

## Geschichte und Architektur

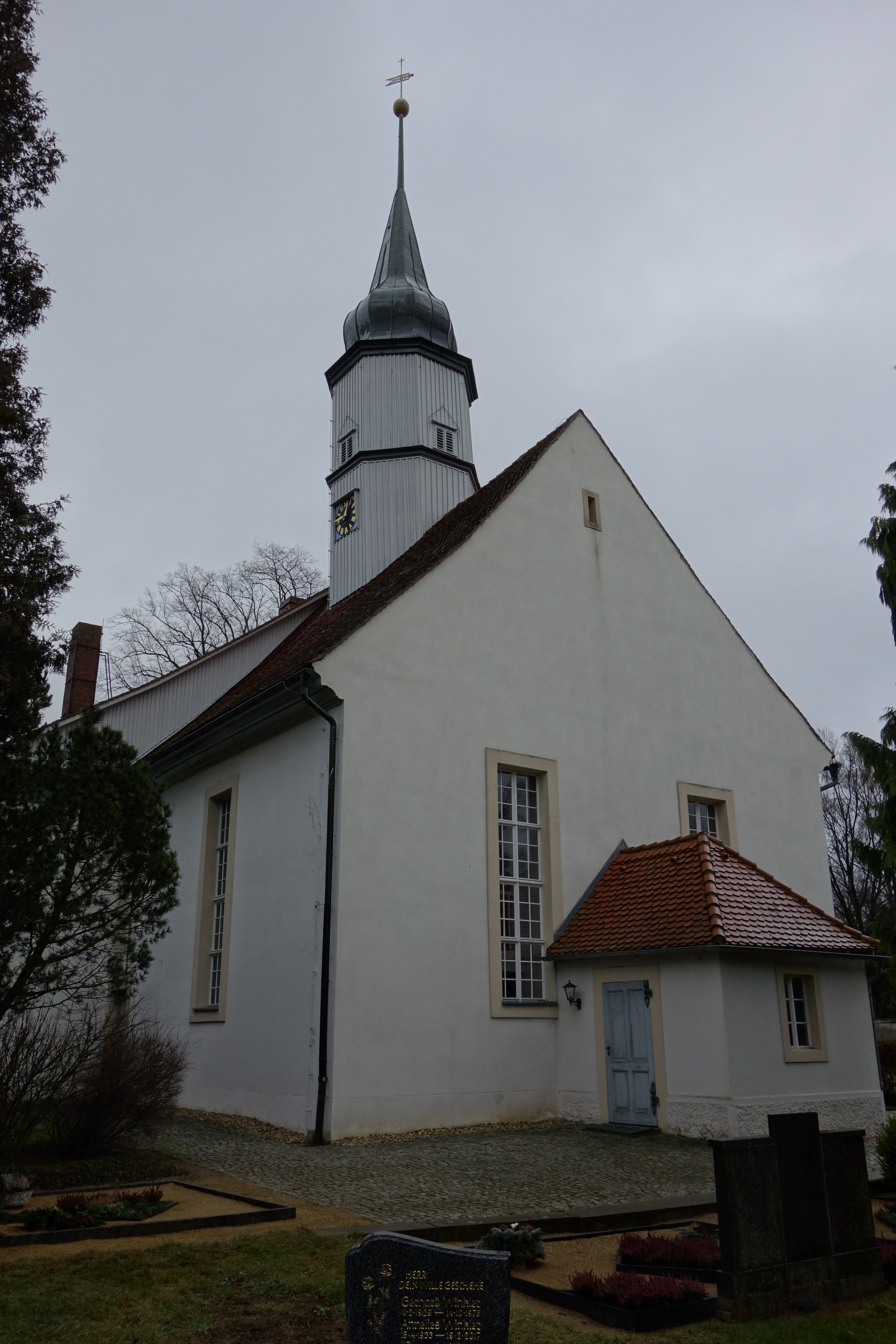
Westansicht

Die Kirche Ruppersdorf ist eine einheitliche Saalkirche des 14. Jahrhunderts, an der im 17. Jahrhundert tiefgreifende Veränderungen des Inneren vorgenommen wurden. Eine Restaurierung erfolgte im Jahr 1898 durch Carl August Schramm aus Zittau, eine weitere in den Jahren 1960–1962.
Das Bauwerk ist ein verputzter Bruchsteinbau mit eingezogenem Chor und niedriger halbrunder Apsis sowie einem hohen Satteldach mit oktogonalem hölzernem Dachreiter. An der Nordseite befindet sich ein sehr hoher Logenanbau des 17. Jahrhunderts.
Die flachgedeckte kurze Saalkirche des 17. Jahrhunderts ist über den spitzbogigen Chorbogen zum Chor mit Kreuzgratgewölben geöffnet. Schlichte hölzerne Emporen aus dem Jahr 1881 sind eingebaut, an der Nord- und Südseite doppelgeschossig, im Westen eine konvexe Orgelempore, eine Herrschaftsloge an der Chornordwand stammt aus der Zeit um 1750.

## Ausstattung
Das Hauptstück der Ausstattung ist ein klassizistischer Kanzelaltar aus dem Jahr 1782 vor einer Holzwand, welche die Apsis verdeckt. Vier kannelierte, toskanische Pilaster und ein Triglyphenfries gliedern die Wandfläche. Der einfache Kanzelkorb ruht auf einer Konsole aus Akanthusranken. Die neugotische oktogonale Sandsteintaufe ist ein Werk vom Ende des 19. Jahrhunderts. An der Chornordwand  steht ein prächtig ornamentiertes Holzepitaph der Familie von Nostitz mit der Jahreszahl 1579. Der Sockel ist mit einer Inschriftentafel auf Volutenkonsolen gestaltet, darüber im Rundbogenfeld ein Relief mit der Darstellung der Kreuzigung. Seitlich sind zwischen kanneliertem Dreiviertelsäulen je vier Wappenschilde angeordnet, über dem verkröpften Gesims ein Wappenschild derer von Nostitz. 
Die Orgel mit wohlgestaltetem Rokokoprospekt von 1774 und einer Kartusche mit dem Monogramm J(ohann) C(arl) von N(ostitz), ist ein Werk von Orgelbau A. Schuster & Sohn aus dem Jahr 1913 mit 17 Registern auf zwei Manualen und Pedal, das im Jahr 2010 durch Eule Orgelbau restauriert wurde.